# Mutant Rampage: Bodyslam
Mutant Rampage: Bodyslam (с англ. — «Ярость мутантов: Бросок») — компьютерная игра жанра beat ’em up, разработанная российско-американской студией Animation Magic и выпущенная в 1994 году компанией Philips эксклюзивно для приставки CD-i. Она стала первым файтингом, выпущенным для данной платформы. Игрок управляет тремя людьми, странствующими в постапокалиптическом мире будущего, заселённом враждебными мутантами и вступает в периодические сражения с ними.
Mutant Rampage выделяется наличием анимационных сцен, созданных вручную, а затем оцифрованных на компьютере. Игра получила неоднозначную оценку, журналисты хвалили её визуальный дизайн, музыку но ругали за управление и монотонность в прохождении. Российская команда разработчиков Mutant Rampage в будущем займёт ключевые позиции в студии Saber Interactive.

## Игровой процесс
Согласно сюжету, действие в игре происходит в 2068 году, после того, как человеческая цивилизация была уничтожена ядерной войной и земля была захвачена мутантами — полулюдьми-полуживотными и порождениями ядерного апокалипсиса. В оставшихся городах царит анархия, а власть захвачена головорезами и хулиганами, получившими доступ к кибернетическим технологиям. Ради развлечений они организовали турнир по рукопашному бою «Body Slam», за которым наблюдают миллионы зрителей через «кибернет». Однажды на турнир заявляется команда, состоящая полностью из людей. Это не нравится действующему чемпиону Гекто Дженосайду, уверенному в том, что люди слабы и их время закончилось. Он намерен разбить команду.
Игра представляет собой beat ’em up, где игровой персонаж постоянно вступает в сражения с противниками. Игрок управляет «натуралами» — одними из последних выживших людей. Они странствует по разным городам и бросают вызовы местным зверолюдям. Всего в игре имеется четыре уровня и 10 городов. Игрок может использовать кнопки, чтобы прыгать и наносить удары руками или ногами. Всего в игре имеется 17 разных боевых команд, некоторые осуществляются комбинированным нажатием нескольких кнопок. Можно также подбирать и использовать оружие, например дубинки, сломанные фланцы, железные прутья и прочий мусор. В Mutant Rampage доступны три режима сложности, игрок также может выбирать для персонажей от трёх, до семи очков жизни.
Игрок может управлять тремя персонажами. Рэк Саксон наносит крайне сильный урон противникам, но медлителен. Деймон Стоун сбалансирован в бою. Тори Свифт наносит самые слабые, но и быстрые удары, она самая проворная. Игрок должен выбирать подходящего бойца в зависимости от того, с каким врагом ему придётся драться. Бои сопровождаются комментариями диктора волка-мутанта Вулфа Джема. Между сражениями игроку требуется поддерживать силы игрового персонажа — добывать пищу и воду, которую можно найти за различными крупными предметами. За предметами могут прятаться мутанты, игрок может нанести удар по ним, чтобы избежать нападения из засады.

## Разработка
Разработкой игры занималась российско-американская студия Animation Magic. Программированием занималась американцы, а русские коллеги —  анимациями. Питерское отделение создало все анимационные вставки, спрайты к игре, дизайн персонажей и задние фоны. Ранее команда трудилась над анимациями к играм Zelda для CD-i. Американская команда прибегала к аутсорсингу российских аниматоров, чтобы значительно экономить средства на разработке своих игр. Помимо традиционной битной графики, в игре присутствуют вручную отрисованные анимационные вставки. Анимации вначале создавались традиционным образом покадрово, затем кадры оцифровывали и раскрашивали.
До Mutant Rampage художники создавали анимации к играм Link: The Faces of Evil и Zelda: The Wand of Gamelon, до этого они никогда не работали на компьютерах и поэтому созданные анимации выделялись своим сомнительным качеством. Тем не менее это позволило команде набрать некоторый опыт, чтобы создать в Mutant Rampage уже куда более качественные анимационные вставки. Данная игра стала последним консольным проектом от Animation Magic и совместной разработкой с Philips, выпущенной эксклюзивно на приставке Philips CD-i. После этого студия сконцентрировалась на разработке обучающих игр для ПК.

## Восприятие
| Иноязычные издания        | Иноязычные издания |
| Издание                   | Оценка             |
| ------------------------- | ------------------ |
| Video Games               | 5/10               |
| Electronic Gaming Monthly | 27/50              |
| Maniac                    | 57 %               |
| Power Unlimited           | 72 %               |
| Software Gids             | 7,6                |
| Game World                | 42 %               |

Mutant Rampage: Bodyslam вышла на волне популярности компьютерных игр с традиционными анимационными и кинематографическими вставками. Некоторыми журналистами игра упоминалась, как пример лучшей или одной из немногих качественных игр, выпущенных для CD-i.
Некоторые критики назвали Mutant Rampage посредственным представителем жанра beat ’em up, другие журналисты сравнивали игру с Final Fight, Street of Rage для Mega Drive в плане жестокости врагов, также называли её менее жестокой версией Mortal Combat или более изящной версией Streets of Rage. Тем не менее игра выигрывала от отсутствия конкуренции на платформе CD-i. Мартин Гакш, один из пионеров немецкой игровой журналистики, назвал игру по качеству «выше среднего». Он заметил, что игра, как первая попытка Philips выпустить первый beat'em up превысила его изначальные ожидания. Критик игрового журнала «Магазин игрушек» в своём обзоре от марта 1995 года выразил удивление жанром игры, упоминая, что тайтлы, выходившие на приставке CD-i выделялись отсутствием насилия и жестокости. В Mutant Rampage же не просто можно убивать, а сама игра впечатляет своим уровнем жестокости, способным потягаться с Mortal Combat.
Многие критики были впечатлены дизайном персонажей, музыкой, художественными оформлением, задними фонами и дизайном уровней. Критик «Магазина игрушек» оценил оригинальность, неповторимость мутантов и сражения на фоне впечатляющих пейзажей, оставляющих множество намёков на предысторию. Благодаря этому атмосфера чувствуется таинственной и отчуждённой. Однако ряд критиков указали на посредственную и недостаточно качественную графику, анимации временами могут хромать. Критик «Магазина игрушек» остался недоволен тем, что качество мультипликации не советовало современным стандартам и игра не использует в полной мере возможности CD-i.
Сюжетная линия и дизайн уровней получили сдержанную оценку. Хотя возможность смены персонажей делает драки разнообразнее, ряд критиков остались раздражены монотонностью игры и слишком повторяющимися противниками. Критик журнала Electronic Gaming Monthly журнала, упоминая монотонность прохождения заметил, что заметно, как игра «сильно старается, но терпит неудачу». Некоторые критики оставили более положительные оценки, упоминая то, что весь геймплей в Mutant Rampage сводится к тому, чтобы разбить как можно больше врагов. Критик «Магазина игрушек» признался, что почти не замечал монотонность сюжета из-за возрастающей ненависти к «отвратительным выродкам».
Оценка управления была неоднозначной. Например критик Магазина Игрушек счёл его крайне простым и проходил сражения с помощью нескольких атак, хотя и заметил, что временами игра превращается в «бесперебойное нажимание кнопок». Мартин Гакш также назвал целом управление приемлемым. Обозреватели Software Gids и Video Games наоборот жаловались на сложное и неудобное управление, вызванное нечувствительным оборудованием CD-i. Представитель Video Games назвал это самой худшей частью в игре, заметив, что некоторые боевые атаки невозможно выполнить с контроллерами CD-i, а само прохождение порой превращается в настоящий вызов.

### Влияние
Многие члены российской команды, работавшие над Mutant Rampage: Bodyslam в итоге стали ключевыми сотрудниками Saber Interactive, разработавшими в будущем такие тайтлы, как например Will Rock, Quake Champions, Halo: The Master Chief Collection, Evil Dead: The Game, Warhammer 40,000: Space Marine 2. Mutant Rampage стала первым крупным проектом российского подразделения Animation Magic, которая в своё время выступила кузницей кадров разработчиков, геймдизайнеров и аниматоров постсоветского пространства.